# 莱福日 (德塞夫勒省)
莱福日（法語：Les Forges，法語發音：[le fɔʁʒ] ⓘ）是法国德塞夫勒省的一个市镇，属于帕尔特奈区。

## 地理
莱福日（46°32'25"N, 0°1'54"W）面积10.61 平方千米，位于法国新阿基坦大区德塞夫勒省，该省份为法国西部内陆省份，北起曼恩-卢瓦尔省，西接旺代省，南至夏朗德省和滨海夏朗德省，东临维埃纳省。
与莱福日接壤的市镇（或旧市镇、城区）包括：瓦勒、桑赛、布瓦夫尔拉瓦莱。

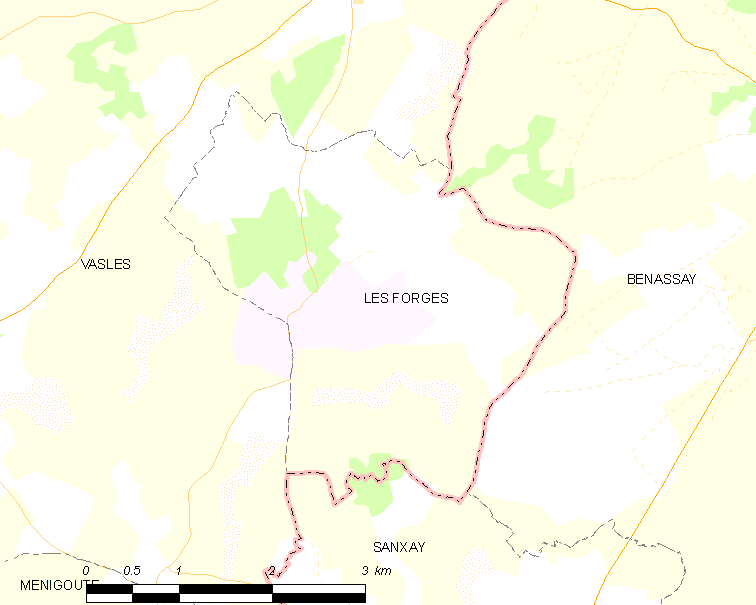
的OSM定位图

莱福日的时区为UTC+01:00、UTC+02:00（夏令时）。

## 行政
莱福日的邮政编码为79340，INSEE市镇编码为79124。

## 政治
莱福日所属的省级选区为拉加蒂讷县。

## 人口

1962-2008年间人口变化图示

莱福日于2022年1月1日时的人口数量为103人。